# 桂文慶
桂 文慶（かつら ぶんけい、1872年〈明治5年〉6月21日 - 1941年〈昭和16年〉前後）は、落語家。

## 経歴
1890年、三代目春風亭柳枝の門で春風亭楽枝。1894年頃、三代目柳家小さんの門で柳家三太楼から柳家小はんとなる。そして両師の初名である柳家燕花と改名。1899年にこの名前で上方に巡業に行った記録が残る。
さらに地獄亭圓魔、鉄扇楼鼠遊等の風変わりな名を名乗り、明治40年代には四代目橘家圓蔵一門に移籍。百々蔵から橘家花圓蔵を襲名。1915年に橘家圓幸に改名し真打昇進。1919年に圓光と字を改める。翌1920年すゞめと改名するもまもなく圓幸に復名。その後桂市兵衛となる。
さらに1925年に八代目桂文治一門に入り、文慶から昭和に入り圓峰、1935年頃には再び文慶となる。
没年は不明だが、1939年ごろまで顔付に見え昭和15年、16年頃死去したと思われる。

## 人物
並外れた女好きで「赤鼻の六さん」や「入谷の赤顔」とあだ名された名物男。